# Receptor muscarínico M2
En bioquímica, el receptor muscarínico M2, también llamado receptor colinérgico muscarínico 2, es uno de cinco subtipos de receptores muscarínicos humanos para el neurotransmisor acetilcolina.

## Ubicación
El receptor M2 se localiza en el corazón, donde actúa disminuyendo la frecuencia cardíaca al disminuir la velocidad de despolarización, hasta alcanzar un característico ritmo sinusoidal luego de que el corazón haya recibido las acciones estimulatorias del sistema nervioso parasimpático. Las acciones del receptor pueden también reducir la fuerza contráctil del músculo cardíaco en la aurícula y reducir la velocidad de conducción del nódulo auriculoventricular. Sin embargo, no tiene efectos en las fuerzas contráctiles del músculo cardíaco del ventrículo cardíaco.

## Mecanismo
El receptor M2 se acopla con la unidad Gi intracelular y causa una disminución del AMPc de la célula, por lo general causando efectos de tipo inhibitorios. Además de ello, modula los canales muscarínicos de potasio. Ello contribuye a la disminución de la frecuencia cardíaca.

## Gen
El receptor muscarínico M2 es codificado por el gen CHRM2 ubicado en el cromosoma 7.